# Gerhart Panning
Gerhart Panning (* 10. Juni 1900 in Erfurt; † 22. März 1944 bei Calw in Württemberg) war ein deutscher Gerichtsmediziner und Hochschullehrer. Als Oberstabsarzt nahm er tödliche Menschenversuche an jüdischen Kriegsgefangenen vor.

## Werdegang
Er wurde als drittältestes Kind des Oberlehrers Arthur Carl Emil Panning (* 1862) und Friederike Julie Bertelsmann (1864–1926) geboren. Er hatte drei weitere Geschwister: Hanna-Paula Wissel (* 1896), Anna-Marie Panning (* 1898) und Günther Panning (* 1902).
Er besuchte das Humanistische Gymnasium in Erfurt, zuletzt als Unterprimaner bis zum 14. September 1917.
Vom 15. September 1917 bis 15. September 1919 war er Kriegsfreiwilliger im Ersten Weltkrieg und absolvierte am 20. Juni 1918 seine Kriegsnotreifeprüfung hinter der Front. Er war zuletzt Unteroffizier.
Anschließend studierte er von 1919 bis 1920 an der Friedrich-Schiller-Universität in Jena zwei Semester (SS 1919, WS 1919/20) Philosophie. Danach wechselte er bis 1923 an die Ludwig-Maximilians-Universität in München für sechs Semester, um dort Medizin zu studieren. In München legte er am 16. November 1922 erfolgreich die ärztliche Vorprüfung ab. Daraufhin führte er sein Medizinstudium für ein Semester an der Friedrich-Schiller-Universität in Jena fort, bevor er an die Friedrich-Wilhelms-Universität zu Berlin wechselte, um dort sein Studium der Medizin nach drei weiteren Semestern abzuschließen. Die ärztliche Staatsprüfung legte er erfolgreich am 9. Juli 1925 in Berlin ab.
Vom 15. August 1925 bis 31. Dezember 1925 war er Medizinalpraktikant in der Abteilung für Innere Medizin des Krankenhauses in Erfurt und anschließend bis 30. Juni 1926 in der Abteilung für Pathologie und Anatomie des Rudolf-Virchow-Krankenhauses in Berlin. Seine Approbation als Mediziner erhielt er am 1. Juli 1926 in Berlin und war bis 31. Oktober 1926 Volontär in der Nervenabteilung des Krankenhaus Berlin-Lankwitz. Vom 1. November 1926 bis 15. Dezember 1926 war er Hospitant in der Abteilung für Zellforschung des Institut für Krebsforschung in Berlin. Ab dem 1. Januar 1927 war er 2. Assistenzarzt im Pathologischen Institut der Martin-Luther-Universität in Halle bis zum 30. November 1928. Während dieser Zeit erfolgte am 29. Januar 1927 seine Promotion zum Dr. med. mit der Dissertation “Statistische Erhebung über die Fehlerbreite und die Fehlerbedingungen bei der Diagnose der cerebralen Kreislaufstörungen” an der Friedrich-Wilhelms-Universität in Berlin.
Am 1. Dezember 1928 war er 1. Assistenzarzt im Pathologischen Institut der dortigen Medizinischen Fakultät an der Albertus-Universität in Königsberg. Hier blieb er bis zum 31. Dezember 1930. Dann wechselte er als Assistenzarzt  in das Pathologisch-Anatomisches Institut Magdeburg bis 31. März 1933. Vom 1. April 1933 bis 30. September 1933 war er Assistenzarzt im Institut für Gerichtsmedizin der Medizinischen Fakultät an der Universität Greifswald. Danach war er Assistenzarzt im Institut für gerichtliche Medizin der Medizinischen Fakultät an der Friedrich-Wilhelms-Universität in Berlin unter Victor Müller-Heß. Im Jahr 1935 wurde er dort Oberarzt und blieb dort bis zum 30. April 1938.
Ab 1933 bis zu seinem Eintritt in die Wehrmacht als Stabsarzt am  1. Mai 1938 war er Mitglied des NSKK. Er heiratete am 30. April 1937 Anneliese Ilse Vorhauer (* 1910). Sie hatten drei Kinder: Stefan (* 1928), Barbara (* 1938) und Bernhard (* 1941).
Mit dem Eintritt in die Wehrmacht wurde er bis zu seinem Tod Leiter der Abteilung für Gerichtsmedizin des Institut für Pathologie an der Militärärztlichen Akademie der Wehrmacht in Berlin. Er war zugleich Leiter der neu geschaffenen gerichtlich-medizinischen Untersuchungsstelle der Militärärztlichen Akademie der Wehrmacht in Berlin.
Am 11. Juli 1939 wurde er mittlerweile zum Oberstabsarzt aufgestiegen mit seiner Dissertation "Die vitale Reaktion am Knochen"  habilitiert.
Vom 21. September 1939 bis 6. Dezember 1939 führte er an 144 Leichen eine gerichtsmedizinische Untersuchung durch (133 Sektionen und 11 Leichenbesichtigungen). Es handelte sich um deutsche Staatsbürger die von polnischen Soldaten als Vergeltung für den Angriff auf Polen ermordet wurden. Dies wird als Bromberger Blutsonntag bezeichnet. Dabei ging es um die Identifizierung der Opfer, der Todesursachen und der Tatwaffen, insbesondere jedoch um die Frage, inwieweit polnische Militärgewehre die Schussverletzungen hervorgerufen hätten.
1940 bis 1943 war er Privatdozent für gerichtliche und soziale Medizin der Medizinischen Fakultät an der Friedrich-Wilhelms-Universität Berlin.

Vom 24. Juni 1941 bis 15. Juni 1941 führte er Experimente an sowjetischen Kriegsgefangenen in Zusammenarbeit mit der SS in der Nähe von Schytomyr, Ukraine, für die Studie "Zur Wirkungsform und Nachweis der sowjetischen Infanteriesprengmunition" zum Beweis des Verstoßes gegen das Völkerrecht durch erbeutete Munition der sowjetischen Infanterie durch. Hierbei wurden die Opfer als Zielscheiben in unterschiedlichen Entfernungen und Körperpositionen positioniert und fixiert. Anschließend wurde mit erbeuteter sowjetischer Infanteriemunition spezieller Art (Sprengmunition) bewusst Verwundungen an den Extremitäten verursacht und erst nach dem 2. oder 3. der finale Schuss abgegeben mit anschließender Obduktion. Panning war hier vor Ort und er informierte persönlich die Schützen über die Körperteile die zu treffen waren, obwohl diese auch gekennzeichnet waren. Deshalb stellte SS-Standartenführer Paul Blobel, der Kommandeur des Sonderkommandos 4a der Einsatzgruppe C auf Vermittlung des Ic-Offiziers der 6. Armee, Oberst Paltzo, und des Oberkriegsgerichtsrats der Armee, Neumann, Panning sechs jüdische Kriegsgefangene und eine Gruppe von Schützen der SS zur Verfügung:
„Die Gefangenen mussten in der Nähe dieses Hauses in unterschiedlicher Entfernung von den Schützen stehen, knien oder sich hinlegen. Dr. P. bezeichnete den Schützen jeweils die Körperteile, auf die sie mit den von Dr. P. mitgebrachten russischen Gewehren und der russischen Explosivmunition zu schießen hatten. Die Opfer bekamen zunächst einen Schuss auf Arme, Beine oder Rumpf beigebracht, der sie nur verwunden sollte und durch den sie regelmäßig trotz der schrecklichen Wirkung des Geschosses noch nicht tödlich getroffen waren. Dann erst mit dem 2. oder 3. Schuss erfolgte der tödliche Schuss auf den Kopf des Opfers. […] Die getöteten Gefangenen wurden in das Haus gebracht und ausschließlich von Dr. P. seziert.“
Bei der Veröffentlichung seiner „Untersuchungs-Ergebnisse“ in Der Deutsche Militärarzt verschwieg er allerdings die tatsächlichen Umstände der Schussversuche. In einem Brief berichtete Helmuth James Graf von Moltke seiner Frau Freya am 12. September 1941 von den Experimenten Pannings und nannte sie einen „Höhepunkt der Vertiertheit und Verkommenheit“, strafrechtliche Konsequenzen seien wünschenswert.
Am 14. September 1942 erfolgte seine Ernennung zum Außerordentlichen Professor für gerichtliche und soziale Medizin im Institut für Rechtsmedizin der Rheinischen Friedrich-Wilhelms-Universität Bonn.
Am 1. Dezember 1942 wurde er vertretungsweise Inhaber (Ordinarius) des Lehrstuhl für gerichtliche Medizin und Kriminalistik und kommissarischer Leiter als Direktor des Institut für gerichtliche Medizin der Medizinischen Fakultät an der Rheinischen Friedrich-Wilhelms-Universität Bonn. Er wurde am 1. April 1943 dann zum Ordentlichen Professor berufen. Auch wurde er offiziell Inhaber des Lehrstuhl für gerichtliche Medizin und Kriminalistik und Leiter als Direktor des Institut für gerichtliche Medizin. Im Juli 1943 nahm er mit elf anderen Kollegen an 19 Obduktionen und 49 Leichenschauen teil.
Er war auch beratender Gerichtsmediziner beim Heeres-Sanitätsinspekteur.
Nach dem Sommersemester 1943 begab er sich in das Reservelazarett Urach, da ihn seine wieder ausgebrochene Tuberkuloseinfektion quälte. Den Lehrstuhl für gerichtliche Medizin und Kriminalistik musste im Wintersemester 1943/44 Kurt Böhmer übernehmen. Er verstarb dann am 22. März 1944 an der Tuberkulose in Calw.
Der Entnazifizierungsausschuss der Universität Bonn gewährte der Witwe 1947 Hinterbliebenenbezüge.
Im sogenannten Callsen-Prozess im Jahr 1968 kam das Darmstädter Schwurgerichts nach umfangreichen Ermittlungen zu dem Urteil das Panning hier Anstifter dieser Kriegsverbrechen war. Im Strafprozess kam es deshalb zu Verurteilungen wegen Beihilfe zum Mord gegenüber ermittelten Schützen.

## Beförderungen im Militärärztlichen Dienst
- 00.00.0000: Unteroffizier
- 01.05.1938: Stabsarzt
- 00.00.0000: Oberfeldarzt
- 00.00.0000: Oberstabsarzt

## Militärische Auszeichnungen
- Eisernes Kreuz II. Klasse
- Kriegsverdienstkreuz II. Klasse
- Frontkämpferkreuz

## Veröffentlichungen (Auswahl)
- Panning, Gerhart. Statistische Erhebungen über die Fehlerbreite und die Fehlerbedingungen bei der Diagnose der cerebralen Kreislaufstörungen. 1927.
- Panning, Gerhart. "Hirnblutungen bei Kohlenoxydvergiftung." Deutsche Zeitschrift für die gesamte gerichtliche Medizin 24.1 (1935): 194-203.
- Panning, Gerhart. "Ein Verfahren zur Hirnsektion bei ausgegrabenen Leichen." Deutsche Zeitschrift für die gesamte gerichtliche Medizin 28 (1937): 178-183.
- Panning, Gerhart. "Eine neue histologische Schnellfärbung." Deutsche Zeitschrift für die gesamte gerichtliche Medizin 28 (1937): 183-193.
- Panning, Gerhart. "Zur Kritik der Diagnose von Knochenblutungen mittels „Diaphanographie “." Deutsche Zeitschrift für die gesamte gerichtliche Medizin 32 (1939): 115-132.
- Mueller-Hess, Viktor. "Gerhart Panning. Die Zeugungs- und Beischlaffähigkeit des Mannes in rechtlicher Hinsicht." Jahreskurse für ärztliche Fortbildung 30 (1939): 44-78.
- Panning, Gerhart. "Sarggeburt." Deutsche Zeitschrift für die gesamte gerichtliche Medizin 34.1 (1940): 257-264.
- Panning, Gerhart. "Der Bromberger Blutsonntag: Ein gerichtsärztlicher Bericht." Deutsche Zeitschrift für die gesamte gerichtliche Medizin 34 (1940): 7-54.
- Panning, Gerhart. "Puderung als Hilfsmittel bei der photographischen Wiedergabe der Wunden an faulen Leichen." Deutsche Zeitschrift für die gesamte gerichtliche Medizin 34.1 (1940): 225-231.
- Panning, Gerhart. Die vitale Reaktion am Knochen: Aus d. Institut für gerichtliche und soziale Medizin der Universität Berlin und pathologisch -anatomische Abteilung der Militärärztlichen Akademie Dissertation Fischer, 1940.
- Panning, Gerhart. "Wirkung und Nachweis der sowjetischen Infanteriesprengmunition." Der Deutsche Militärarzt 7 (1942): 20.
- Panning, Gerhart. Die Aufgaben der gerichtlichen Medizin bei der Wehrmacht und in Kriege... Scheur, 1943.